# Arnau de Cortsaví
Arnau de Cortsaví (segle xiv – segle xv), fill de Ramon de Serrallonga, fou senyor de Cortsaví.
El 1274 va donar suport a la rebel·lió de Ramon Folc VI de Cardona contra Jaume I el Conqueridor amb Ferran Sanxis de Castre. El 1276 alçà el setge de Montboló, per l'arribada de Guillem VI de Castellnou i l'Infant Pere.
El 1279 fou un dels responsables de la infeudació de Jaume II de Mallorca al seu germà Pere el Gran mitjançant el Tractat de Perpinyà.
Va participar en la Croada contra la Corona d'Aragó a favor de Pere el Gran a qui, un cop els croats van travessar els Pirineus, va demanar-li que tornés als seus dominis a reforçar la defensa al Vallespir, que foren confiscats per Felip III de França. Un cop acabada la croada, va participar en la Confiscació del Regne de Mallorca a Jaume II de Mallorca per part d'Alfons II el Franc, i va recuperar les seves terres el 1298 quan se signà el Tractat d'Argelers.
Mort sense descendència, la senyoria passà vers el 1325 al seu nebot Bernat de So, fill de la seva germana Gueraula de Cortsaví.